# Campionati mondiali di lotta 2010
I campionati mondiali di lotta 2010 si sono svolti all'Olimpijskij di Mosca, in Russia, dal 6 al 12 settembre 2010.

## Nazioni partecipanti
Hanno partecipato alla competizione 825 lottatori in rappresentanza di 102 distinte nazioni.
- Albania (6)
- Algeria (2)
- Samoa Americane (2)
- Argentina (3)
- Armenia (14)
- Australia (1)
- Austria (6)
- Azerbaigian (21)
- Bielorussia (21)
- Brasile (10)
- Bulgaria (19)
- Camerun (3)
- Canada (14)
- Rep. Centrafricana (2)
- Ciad (4)
- Cile (1)
- Cina (21)
- Taipei cinese (3)
- Colombia (12)
- Rep. del Congo (2)
- RD del Congo (1)
- Croazia (7)
- Cuba (10)
- Cipro (2)
- Rep. Ceca (7)
- Danimarca (3)
- Rep. Dominicana (6)
- Ecuador (5)
- Egitto (2)
- El Salvador (2)
- Estonia (5)
- Micronesia (1)
- Finlandia (7)
- Francia (14)

- Georgia (14)
- Germania (19)
- Gran Bretagna (7)
- Grecia (17)
- Guam (3)
- Guatemala (2)
- Guinea-Bissau (3)
- Honduras (2)
- Ungheria (16)
- India (18)
- Iran (14)
- Iraq (2)
- Irlanda (1)
- Israele (6)
- Italia (15)
- Costa d'Avorio (1)
- Giappone (21)
- Giordania (3)
- Kazakistan (21)
- Kirghizistan (17)
- Lettonia (8)
- Lituania (9)
- Macedonia (3)
- Madagascar (3)
- Isole Marshall (1)
- Mauritius (1)
- Messico (14)
- Moldavia (16)
- Mongolia (14)
- Montenegro (2)
- Marocco (1)
- Namibia (2)
- Paesi Bassi (1)
- Nicaragua (1)

- Nigeria (5)
- Corea del Nord (9)
- Norvegia (8)
- Palau (2)
- Panama (1)
- Perù (4)
- Filippine (2)
- Polonia (18)
- Portogallo (4)
- Porto Rico (2)
- Qatar (1)
- Romania (18)
- Russia (21)
- Senegal (2)
- Serbia (6)
- Sierra Leone (3)
- Slovacchia (10)
- Slovenia (2)
- Sudafrica (4)
- Corea del Sud (17)
- Spagna (15)
- Svezia (10)
- Svizzera (8)
- Siria (7)
- Tagikistan (10)
- Tunisia (10)
- Turchia (21)
- Turkmenistan (3)
- Ucraina (21)
- Emirati Arabi Uniti (1)
- Stati Uniti (21)
- Uzbekistan (17)
- Venezuela (17)
- Vietnam (8)

## Classifica squadre
| Rank | Lotta libera maschile | Lotta libera maschile | Lotta Greco-Romana | Lotta Greco-Romana | Lotta libera femminile | Lotta libera femminile |
| Rank | Squadra               | Punti                 | Squadra            | Punti              | Squadra                | Punti                  |
| ---- | --------------------- | --------------------- | ------------------ | ------------------ | ---------------------- | ---------------------- |
| 1    | Russia                | 66                    | Russia             | 46                 | Giappone               | 61                     |
| 2    | Azerbaigian           | 42                    | Turchia            | 32                 | Russia                 | 39                     |
| 3    | Cuba                  | 38                    | Azerbaigian        | 26                 | Canada                 | 36                     |
| 4    | Iran                  | 27                    | Armenia            | 26                 | Svezia                 | 30                     |
| 5    | Georgia               | 21                    | Cuba               | 24                 | Stati Uniti            | 28                     |
| 6    | Bulgaria              | 18                    | Bulgaria           | 24                 | Kazakistan             | 24                     |
| 7    | Uzbekistan            | 18                    | Kazakistan         | 24                 | Cina                   | 23                     |
| 8    | Ucraina               | 18                    | Iran               | 22                 | Mongolia               | 22                     |
| 9    | Kazakistan            | 15                    | Corea del Sud      | 20                 | Azerbaigian            | 22                     |
| 10   | Ungheria              | 14                    | Giappone           | 15                 | Ucraina                | 21                     |

## Podi

### Lotta libera maschile
| Evento | Oro                       | Argento                     | Bronzo                                         |
| 55 kg  | Viktor Lebedev (RUS)      | Toğrul Əsgərov (AZE)        | Frank Chamizo Marquez (CUB)                    |
| 55 kg  | Viktor Lebedev (RUS)      | Toğrul Əsgərov (AZE)        | Yasuhiro Inaba (JPN)                           |
| 60 kg  | Besik Kudukhov (RUS)      | Vasyl Fedoryshyn (UKR)      | Seyed Morad Mohammadi (IRI)                    |
| 60 kg  | Besik Kudukhov (RUS)      | Vasyl Fedoryshyn (UKR)      | Zəlimxan Hüseynov (AZE)                        |
| 66 kg  | Sushil Kumar (IND)        | Alan Gogayev (RUS)          | Cəbrayıl Həsənov (AZE)                         |
| 66 kg  | Sushil Kumar (IND)        | Alan Gogayev (RUS)          | Jeandry Garzon Caballero (CUB)                 |
| 74 kg  | Denis Tsargush (RUS)      | Sadegh Goudarzi (IRI)       | Gábor Hatos (HUN)                              |
| 74 kg  | Denis Tsargush (RUS)      | Sadegh Goudarzi (IRI)       | Abdulkhakim Shapiyev (KAZ)                     |
| 84 kg  | Mihail Petrov Ganev (BGR) | Zaurbek Sokhiev (UZB)       | Soslan Ktsoev (RUS)                            |
| 84 kg  | Mihail Petrov Ganev (BGR) | Zaurbek Sokhiev (UZB)       | Reineris Salas Perez (CUB)                     |
| 96 kg  | Xetaq Qazyumov (AZE)      | Khadzhimurat Gatsalov (RUS) | Aleksey Krupnyakov (KGZ) Rouslan Sheikov (BLR) |
| 96 kg  | Xetaq Qazyumov (AZE)      | Khadzhimurat Gatsalov (RUS) | Giorgi Gogshelidze (GEO)                       |
| 120 kg | Biljal Machov (RUS)       | Artur Tajmazov (UZB)        | Levan Berianidze (GEO)                         |
| 120 kg | Biljal Machov (RUS)       | Artur Tajmazov (UZB)        | Ioannis Arzoumanidis (GRC)                     |

### Lotta greco-romana maschile
| Evento | Oro                          | Argento                              | Bronzo                        |
| 55 kg  | Hamid Sourian (IRI)          | Choi Gyu-jin (KOR)                   | Nazyr Mankiev (RUS)           |
| 55 kg  | Hamid Sourian (IRI)          | Choi Gyu-jin (KOR)                   | Roman Amoyan (ARM)            |
| 60 kg  | Həsən Əliyev (AZE)           | Ryūtarō Matsumoto (JPN)              | Almat Kepispayev (KAZ)        |
| 60 kg  | Həsən Əliyev (AZE)           | Ryūtarō Matsumoto (JPN)              | Jeong Ji-hyeon (KOR)          |
| 66 kg  | Ambako Vachadze (RUS)        | Armen Vardanyan (UKR)                | Vasif Arzimanov (TUR)         |
| 66 kg  | Ambako Vachadze (RUS)        | Armen Vardanyan (UKR)                | Vitali Rəhimov (AZE)          |
| 74 kg  | Selçuk Çebi (TUR)            | Arsen Julfalakyan (ARM)              | Imil Sharafetdinov (RUS)      |
| 74 kg  | Selçuk Çebi (TUR)            | Arsen Julfalakyan (ARM)              | Daniyar Kobonov (KGZ)         |
| 84 kg  | Hristo Diyanov Marinov (BGR) | Pablo Enrique Shorey Hernandez (CUB) | Aleksey Mishin (RUS)          |
| 84 kg  | Hristo Diyanov Marinov (BGR) | Pablo Enrique Shorey Hernandez (CUB) | Nenad Žugaj (CRO)             |
| 96 kg  | Amir Aliakbari (IRI)         | Tsimafei Dzeinichenka (BLR)          | Aslanbek Khushtov (RUS)       |
| 96 kg  | Amir Aliakbari (IRI)         | Tsimafei Dzeinichenka (BLR)          | Jimmy Alexander Lidberg (SWE) |
| 120 kg | Mijaín López (CUB)           | Yuriy Patrikeyev (ARM)               | Nurmakhan Tinaliyev (KAZ)     |
| 120 kg | Mijaín López (CUB)           | Yuriy Patrikeyev (ARM)               | Rıza Kayaalp (TUR)            |

### Lotta libera femminile
| Evento | Oro                           | Argento                | Bronzo                         |
| 48 kg  | Hitomi Sakamoto (JPN)         | Lorisa Oorzhak (KOR)   | Shasha Zhao (CHN)              |
| 48 kg  | Hitomi Sakamoto (JPN)         | Lorisa Oorzhak (KOR)   | Carol Huynh (CAN)              |
| 51 kg  | Oleksandra Kohut (UKR)        | Yu Horiuchi (JPN)      | Sofia Magdalena Mattsson (SWE) |
| 51 kg  | Oleksandra Kohut (UKR)        | Yu Horiuchi (JPN)      | Zamira Rakhmanova (RUS)        |
| 55 kg  | Saori Yoshida (JPN)           | Julija Ratkevič (AZE)  | Anna Gomis (FRA)               |
| 55 kg  | Saori Yoshida (JPN)           | Julija Ratkevič (AZE)  | Tatiana Yadira Suarez (USA)    |
| 59 kg  | Battsetseg Soronzonbold (MGL) | Lan Zhang (CHN)        | Ayako Shoda (JPN)              |
| 59 kg  | Battsetseg Soronzonbold (MGL) | Lan Zhang (CHN)        | Malin Johanna Mattsson (SWE)   |
| 63 kg  | Kaori Ichō (JPN)              | Elena Pirozhkova (USA) | Henna Katarina Johansson (SWE) |
| 63 kg  | Kaori Ichō (JPN)              | Elena Pirozhkova (USA) | Lubov Volosova (RUS)           |
| 67 kg  | Martine Dugrenier (CAN)       | Elena Shalygina (KAZ)  | Ifeoma Iheanacho (NGR)         |
| 67 kg  | Martine Dugrenier (CAN)       | Elena Shalygina (KAZ)  | Alla Cherkasova (UKR)          |
| 72 kg  | Stanka Zlateva (BGR)          | Ohenewa Akuffo (CAN)   | Ekaterina Bukina (RUS)         |
| 72 kg  | Stanka Zlateva (BGR)          | Ohenewa Akuffo (CAN)   | Kyoko Hamaguchi (JPN)          |

## Medagliere
| Pos.   | Paese         | Oro | Argento | Bronzo | Totale |
| ------ | ------------- | --- | ------- | ------ | ------ |
| 1      | Russia        | 4   | 2       | 4      | 10     |
| 2      | Iran          | 4   | 1       | 2      | 7      |
| 3      | Giappone      | 3   | 1       | 3      | 7      |
| 4      | Azerbaigian   | 2   | 1       | 5      | 8      |
| 5      | Bielorussia   | 2   | 1       | 2      | 5      |
| 6      | Bulgaria      | 2   | 1       | 1      | 4      |
| 7      | Turchia       | 1   | 2       | 2      | 5      |
| 8      | Ucraina       | 1   | 1       | 1      | 3      |
| 9      | Cina          | 1   | 0       | 3      | 4      |
| 9      | Stati Uniti   | 1   | 0       | 3      | 4      |
| 11     | Mongolia      | 0   | 2       | 1      | 3      |
| 11     | Svezia        | 0   | 2       | 1      | 3      |
| 13     | Kazakistan    | 0   | 1       | 4      | 5      |
| 14     | Georgia       | 0   | 1       | 3      | 4      |
| 15     | Cuba          | 0   | 1       | 2      | 3      |
| 16     | Canada        | 0   | 1       | 1      | 2      |
| 17     | Ungheria      | 0   | 1       | 0      | 1      |
| 17     | Polonia       | 0   | 1       | 0      | 1      |
| 17     | Porto Rico    | 0   | 1       | 0      | 1      |
| 20     | Armenia       | 0   | 0       | 1      | 1      |
| 20     | Croazia       | 0   | 0       | 1      | 1      |
| 20     | Finlandia     | 0   | 0       | 1      | 1      |
| 20     | Corea del Sud | 0   | 0       | 1      | 1      |
| Totale | Totale        | 21  | 21      | 42     | 84     |